# لي كروفت
لي كروفت (بالإنجليزية: Lee Croft)‏ (21 يونيو 1985 في المملكة المتحدة - ) هو لاعب كرة قدم بريطاني في مركز الوسط. شارك مع منتخب إنجلترا تحت 20 سنة لكرة القدم. أما مع النوادي، فقد لعب مع أولدهام أثلتيك وديربي كاونتي وسانت جونستون ومانشستر سيتي ونورويتش سيتي وهدرسفيلد تاون.

## وصلات خارجية
- لي كروفت على موقع قاعدة بيانات كرة القدم.إي يو (الإنجليزية)
- لي كروفت على موقع Soccerbase.com (لاعب) (الإنجليزية)
- لي كروفت على موقع Soccerway.com (الإنجليزية)
- لي كروفت على موقع عالم كرة القدم.نت (الإنجليزية)